# Homme (Terre du Milieu)
Pour les articles homonymes, voir Homme (homonymie).

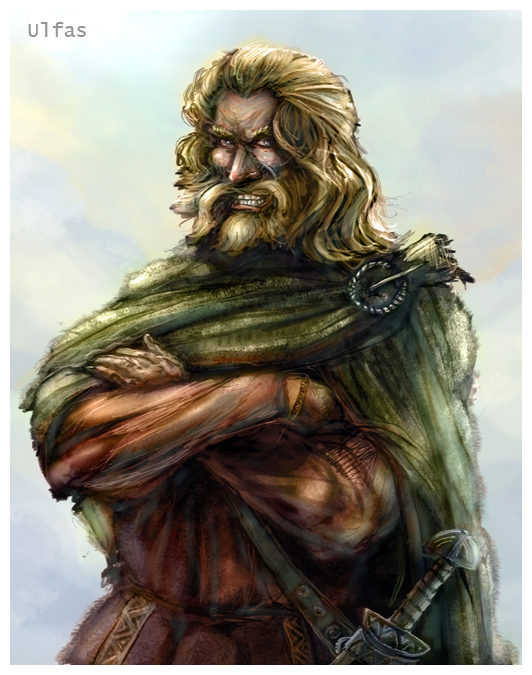
Ulfast, Oriental qui vécut en Beleriand durant le Premier Age.

Les Hommes représentent l'humanité dans le monde imaginaire de la Terre du Milieu créé par l'écrivain britannique J. R. R. Tolkien, en opposition aux autres races humanoïdes telles les Elfes, les Nains ou les Orques.
De nombreux peuples d'Hommes apparaissent dans les romans Bilbo le Hobbit, Le Seigneur des anneaux, Le Silmarillion, etc.

## Dénominations
Dans les écrits de Tolkien, « Homme » avec une majuscule se réfère à n'importe quel être humain (atan en quenya) alors qu'« homme » avec une minuscule fait référence à un mâle adulte de n'importe quelle race (nér). Legolas, par exemple, peut être appelé un « homme » mais non pas un « Homme ». 
Les Elfes appellent la race des Hommes Atani en langue quenyarine, signifiant littéralement « le Deuxième Peuple » (les Elfes étant les Premiers), mais aussi Hildor (« les Suivants »), Apanónar (« les Cadets ») et Fírimar ou Firyar (« les Mortels »). Moins charitablement ils ont été appelés Engwar (« les Maladifs »), à cause de leur sensibilité à la maladie et à la vieillesse, et de leur apparence généralement disgracieuse aux yeux des Elfes. Le nom Atani devient Edain en langue sindarin, mais ce terme est plus tard appliqué uniquement aux Hommes amicaux avec les Elfes. D'autres noms apparaissent en sindarin, comme Aphadrim, Eboennin et Firebrim ou Firiath. Étant la seconde race née sur la Terre du Milieu, les Hommes sont généralement plus faibles que des Elfes et ont une coordination et des réflexes moins bons[réf. nécessaire].

## Origines
Au sein du monde imaginaire de Tolkien, la race des Hommes est la deuxième à avoir été créée par le Dieu Unique, Ilúvatar. Parce qu'ils se sont éveillés au début des Années du Soleil, alors que les Elfes se sont réveillés au cours des Années des Arbres, ils sont appelés les Cadets par ceux-ci.
Les Hommes ont reçu le « Don des Hommes », la mortalité. Les Elfes sont immortels, dans le sens où même si leurs corps sont tués, leurs esprits restent liés au monde, allant dans les cavernes de Mandos pour attendre leur sortie ou la fin du monde. Les Elfes sont liés au monde aussi longtemps qu'il existe. Quand les Hommes meurent, ils sortent d'Arda et de ses limites et partent pour un monde inconnu même aux Valar.
Selon certaines légendes númenoréennes, les Hommes auraient été immortels à leur réveil mais Eru les aurait rendus mortels afin de les punir d'avoir servi l'Ombre qui n'était autre que Morgoth. La légende de l'immortalité des Hommes semble être une allégorie de la chute de Númenor ; mais il est certain qu'ils rencontrèrent une Ombre lors de leur réveil.

## Groupes

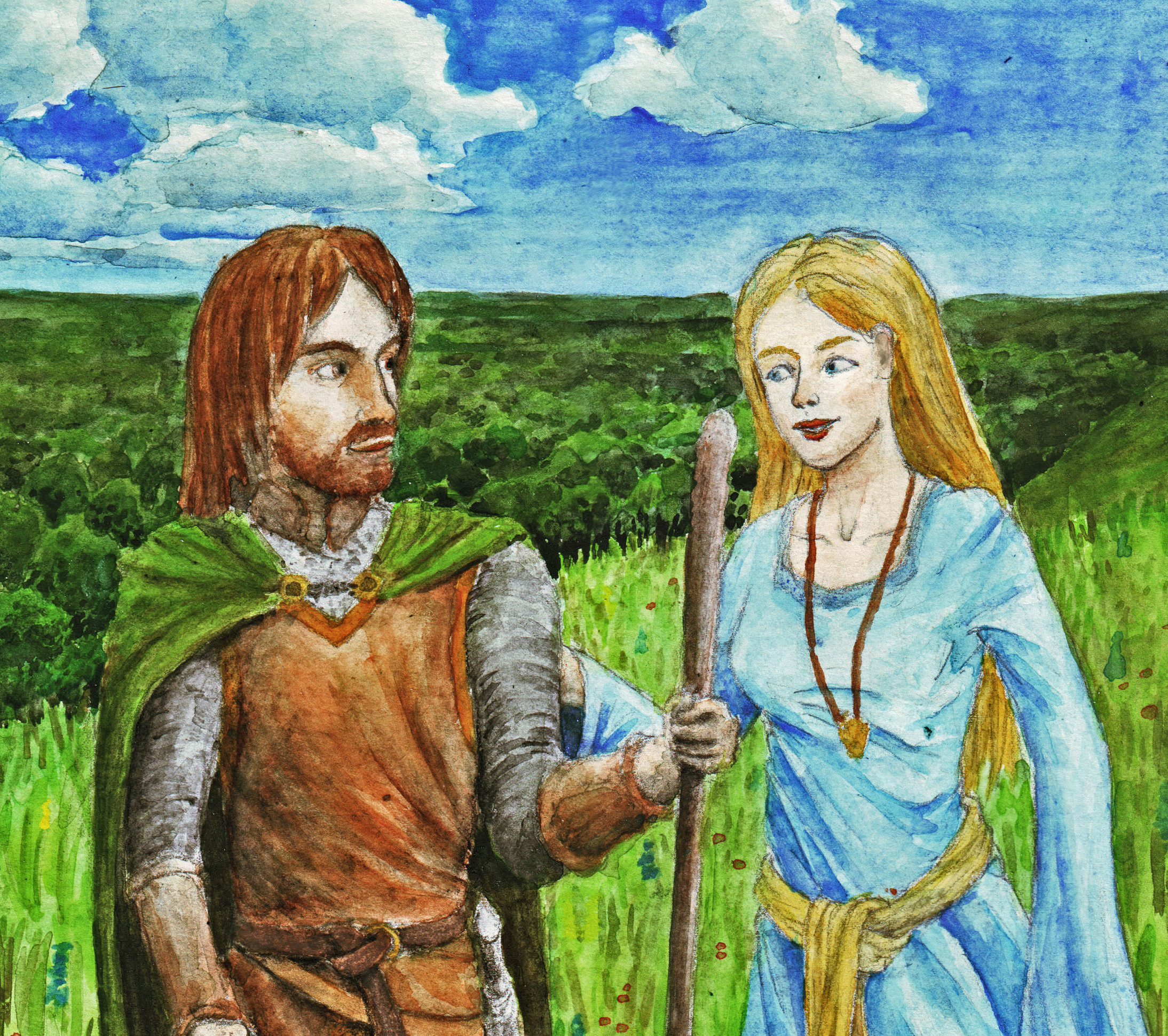
Haldir et Glóredhel des Haladin

Bien que tous les Hommes soient liés, il existe beaucoup de groupes différents avec des cultures différentes. Voici des courtes descriptions des groupes d'Hommes les plus importants des Premier, Deuxième et Troisième Âges.

### Edain
Le groupe le plus important dans les contes du Premier Âge était le groupe des Edain. Bien que le mot Edain se réfère à tous les Hommes, les Elfes l'utilisent pour distinguer les Hommes qui se sont battus avec eux au cours du Premier Âge contre Morgoth dans le Beleriand. Ces Hommes qui se sont battus contre Morgoth dans le Premier Âge ont été divisés dans trois Maisons.
La Première Maison des Edain était la Maison de Bëor, qui est entrée dans le Beleriand en 305 A. S. et qui s'est vu offrir le fief de Ladros en Dorthonion par Finrod Felagund.
La Deuxième Maison des Edain a été menée par un Haldad et plus tard par sa fille Haleth et s'est installée dans la Forêt de Brethil. La Maison s'est appelée la Maison de Haleth d'après leur matriarche.
La Troisième Maison des Edain, qui est devenue la plus grande, était menée par Marach et plus tard par son descendant Hador, et ils se sont installés à Dor-lómin. Cette maison est connue aussi bien sous le nom de Maison de Marach que de Maison de Hador.

#### Dúnedain
Pour leurs services et l'aide apportés aux Elfes et aux Valar dans la guerre de la Grande Colère à la fin du Premier Âge, les Edain furent récompensés par une nouvelle terre entre la Terre du Milieu et Aman. C'était la terre de Númenor, une île en forme d'étoile à cinq branches, loin du mal de la Terre du Milieu.
Ils furent menés sur cette île par Elros avec l'aide de son père Eärendil, qui navigua dans le ciel comme l'étoile brillante du même nom. Une fois là, Elros devint le premier roi de Númenor sous le nom de Tar-Minyatur et les Edain furent désormais connus comme les Dúnedain (sindarin pour « les Hommes de l'Ouest »). Le royaume de Númenor grandit en pouvoir et les Dúnedain devinrent les plus nobles et les plus grands de tous les Hommes sur Arda. Allié aux Elfes, Númenor se battit contre le lieutenant de Morgoth, Sauron.
Alors que les Hommes de l'Ouest étaient devenus puissants, ils commencèrent à craindre le Don des Hommes, la mort. Ils voulurent devenir immortels comme les Elfes et jouir de leur puissance accumulée pour toujours. Les Núménóréens se détournèrent des Valar, et commencèrent à appeler le Don des Hommes la Perte des Hommes, maudissant l'Interdit des Valar qui leur interdisait de naviguer à l'ouest au-delà de la vue de Númenor ou d'entrer en Valinor. En 2899 S. Â., Ar-Adûnakhôr devint le premier roi de Númenor à prendre un nom royal en adûnaic, la langue des Hommes, au lieu du quenya, la langue des Elfes. Cela amena la guerre civile à Númenor.
Le peuple de Númenor se divisa en deux factions : les Hommes du Roi, qui soutenaient celui-ci, composé de la majorité du peuple. Ils favorisaient la langue adûnaique. La faction minoritaire, les Fidèles, était menée par le seigneur d'Andúnië, la province la plus à l'ouest de Númenor, restée amicale envers les Elfes et favorisant le quenya.
Sauron, qui au cours du deuxième millénaire du Deuxième Âge avait presque été battu par les Elfes, profita de la division. Il se livra au dernier Roi Númenóréen, Ar-Pharazôn, et s'infiltra dans les conseils du Roi. En fin de compte, Sauron lui conseilla d'attaquer le Valinor et de réclamer l'immortalité. Celui-ci le fit, et la mer le submergea ainsi que Númenor, en punition. Cependant, quelques Fidèles s'échappèrent et fondèrent les royaumes jumeaux de Gondor et Arnor sur la Terre du Milieu.

##### Gondor
Les Hommes de Gondor se sont progressivement mélangés avec d'autres groupes, comme les Hommes du Nord. Cela mena à la guerre civile, appelée la Lutte fratricide, quand Eldacar, un homme d'ascendance mélangée et l'héritier légitime du trône, a été défié par Castamir, de pur sang dúnedain. Eldacar a été forcé à l'exil et Castamir, appelé l'Usurpateur, prit le trône. Après une décennie, Eldacar revint avec ses alliés du Nord et battit Castamir. Cependant, ses fils et beaucoup de ses fidèles réussirent à s'échapper à Umbar.
Parmi les Hommes de Gondor est aussi compté le peuple venant de ses provinces et fiefs qui n'étaient pas des descendants des Númenóréens. Certains de ces Hommes avaient un teint plus sombre ; notamment Forlong et les Hommes de Lossarnach, qui renforcèrent Minas Tirith avant que le siège de la ville n'ait commencé.

##### Arnor
Avant la fondation de l'Arnor, il y avait déjà une population d'immigrants Númenóréens assez considérable installée là. Avant l'arrivée des Dúnedain, l'Arnor avait abrité des « Hommes du Milieu », et les premiers colons se mélangèrent bientôt avec la population indigène.
Après la mort de son dixième roi, l'Arnor a été secouée par la guerre civile entre ses trois fils. En conséquence le royaume a été divisé en trois États — Arthedain, Rhudaur et Cardolan. Ces royaumes sont finalement tombés, quoique des Dúnedain du Nord en réchappèrent en tant que Rôdeurs. Quand le temps fut arrivé, un de leurs Chefs, Aragorn II, restaura l'Arnor et le Gondor comme Royaume Réuni.

##### Númenóréens Noirs
Les Fidèles n'étaient pas les seuls Númenóréens arrivés en Terre du Milieu après la submersion de Númenor. Quand Númenor augmentait sa puissance navale, beaucoup de Númenóréens créèrent des colonies en Terre du Milieu. Au cours du deuxième millénaire du Deuxième Âge, il y eut un exode d'Hommes de Númenor : les Hommes du Roi, qui voulurent conquérir plus de territoire et les Fidèles qui étaient persécutés par les Rois. Les Fidèles s'installèrent dans Pelargir et les Hommes du Roi à Umbar. Quand Númenor fut détruit, les Hommes du Roi restants furent connus sous le nom de Númenóréens Noirs et sont restés hostiles aux Fidèles du Gondor.
Sauron recruta dans leurs rangs certains des Hommes qui deviendront les neuf Cavaliers Noirs, au cours du deuxième millénaire du Deuxième Âge. Umbar fut conquis par le Gondor en 933 T. Â. Cependant, on en sait très peu sur les Servants de l'Anneau et leur origine, bien qu'on ait dit qu'ils venaient des terres de l'est et du sud du Mordor.
Parmi les Númenóréens Noirs, on peut noter la mauvaise reine Berúthiel, la femme de Tarannon Falastur, roi de Gondor et la Bouche de Sauron, le bras-droit de Sauron qui ouvre la Bataille de la Porte Noire après avoir été le porte-parole de Sauron auprès de Gandalf et Aragorn (il est décapité par ce dernier dans le film de Peter Jackson).

##### LesPirates d'Umbar
Pendant la Lutte fratricide du Gondor, les rebelles vaincus firent voile vers Umbar. Umbar devint l'ennemi détesté du Gondor. Ils se sont mélangés avec les Númenóréens Noirs et furent désormais connus comme les Pirates d'Umbar.
La faction de Castamir emmena avec elle une grande partie de la flotte du Gondor, affaiblissant ainsi le Gondor et renforçant les traditions navales d'Umbar. Le Gondor conquit plus tard Umbar de nouveau, mais le perdit peu après une nouvelle fois.
Au temps de la guerre de l'Anneau, les Pirates s'étaient mélangés avec les Haradrim, devenant un peuple hétérogène où le sang des Númenóréens avait en grande partie disparu. Pendant la bataille des Champs du Pelennor, une flotte combinée de près de « cinquante grands bateaux [d'Umbar] et des navires plus petits au-delà du compte » fit un raid sur le port de Pelargir en Lebennin, mais cette flotte fut capturés par Aragorn et l'armée des Morts, et fut menée à Minas Tirith, pour le siège de la ville.

#### Dunlendings et peuples liés
Quand Elendil fonda le Royaume d'Arnor, ses frontières furent rapidement étendues vers la rivière Flot Gris, et le Gondor de même s'étendit vers Enedwaith. En Enedwaith et Minhiriath vivait un groupe d'Hommes liés à la Maison de Haleth, et ils furent connus sous le nom de Dunlendings. Ils avaient vécu dans les grandes forêts qui couvraient la plupart de l'Eriador, et quand les Númenóréens commencèrent à couper ces bois pour construire leurs bateaux au cours du Deuxième Âge, les Dúnedain de Númenor gagnèrent l'hostilité des Dunlendings. Bien que les deux peuples aient été proches, les Dúnedain ne les reconnurent pas comme des parents, car leur langue était trop différente. Les Dunlendings devinrent plus tard les ennemis endurcis du royaume de Rohan après que les Rohirrim eurent déplacé leur territoire et créé un royaume.
Les Dunlendings servirent Saroumane dans la guerre de l'Anneau, et participèrent à la bataille de Fort-le-Cor.
Les Hommes des Montagnes, qui sont maudits par Isildur, et sont devenus les Morts de Dunharrow, ont été rapprochés des Dunlendings.
Les Hommes de Bree descendent aussi des Dunlendings.

#### Hommes du Nord
Les Hommes du Nord étaient composés de deux groupes principaux. D'abord, tous les Hommes qui sont restés à l'est des Montagnes Bleues et Monts Brumeux ne furent pas tentés par Morgoth ou Sauron. Ils ont été rejoints après la guerre de la Grande Colère par ceux des Edain qui n'ont pas voulu voyager à Númenor (de la même façon que, à la fin du Premier Âge, des Eldar sont restés et allés à l'est, devenant les seigneurs des Elfes sylvains). Les Hommes du Nord qui sont demeurés à Vert-Bois-le-Grand et dans d'autres parties du Rhovanion étaient amicaux envers les Dúnedain, étant pour la plupart de leur famille, et beaucoup d'entre eux sont devenus des sujets Gondoriens. Les Hommes de Dale et d'Esgaroth étaient des Hommes du Nord, comme l'étaient les Hommes des Bois de la Forêt Noire et les Éothéod, qui sont devenus les Rohirrim ; les Béorniens ont été de même comptés parmi les Hommes du Nord.

### Haradrim
À l'est d'Umbar vivait un autre groupe d'Hommes, les Haradrim, Suderons ou Hommes du Sud. C'étaient des Hommes à la peau brune, qui faisaient la guerre montés sur de grands oliphants ou mûmakil. Hostiles au Gondor, ils ont été soumis par Hyarmendacil Ier, en 1050 T. Â.
Tant Umbar que Harad sont restés incontrôlés par le pouvoir déclinant du Gondor, à l'époque de la guerre de l'Anneau, et ont représenté une grave menace au sud. Beaucoup de Haradrim ont combattu avec les forces de Sauron pendant la guerre au Gondor. Cependant, Tolkien fit des allusions fortes considérant que, comme les Orientaux, ils étaient au pire trompés et au mieux des pions réticents de Sauron.

### Orientaux
La plupart des Hommes qui se sont battus dans les armées de Morgoth et Sauron ont été appelés Orientaux, et sont venus de la région autour de la Mer de Rhûn à l'Est.
Au Premier Âge, quelques tribus d'Orientaux ont offert leurs services aux royaumes Elfiques en Beleriand ; les plus forts parmi eux étaient Bór et Ulfang (appelé le Noir) et leurs fils respectifs. Cela s'est avéré être désastreux pour les Elfes dans la Nírnaeth Arnoediad quand Ulfang et son clan changèrent de camp et passèrent à Morgoth, tandis que Bór et ses fils moururent en combattant bravement aux côtés des Eldar.
Après la défaite de Morgoth, Sauron étendit son influence sur les Orientaux et bien que Sauron ait été battu par la Dernière Alliance des Elfes et des Hommes à la fin du Deuxième Âge, les Orientaux furent les premiers ennemis à attaquer le Gondor de nouveau en 492 T. Â. Ils ont été profondément battus par le roi Rómendacil Ier, mais envahirent à nouveau le Gondor en 541 T. Â. et prirent leur revanche en tuant le roi Rómendacil. Le fils de Rómendacil, Turambar, leur prit de grands territoires. Dans les siècles suivants, le Gondor gouverna les Orientaux. Quand la puissance du Gondor commença à décroître au cours du douzième siècle du Troisième Âge, les Orientaux prirent complètement la rive est de l'Anduin, hormis l'Ithilien tenu par les alliés du Gondor, les Hommes du Nord.
Les Orientaux du Troisième Âge étaient divisés en tribus différentes, comme les Gens-des-Chariots (Wainriders) et les Balchoth. Les Gens-des-Chariots étaient une confédération d'Orientaux très active entre 1856 et 1944 T. Â. Ils furent une menace sérieuse pour le Gondor pendant de nombreuses années, mais ont été battus définitivement par Eärnil II en 1944. Quand le Gondor perdit sa dynastie royale en 2050 T. Â., les Orientaux commencèrent à se réorganiser et une tribu féroce appelée Balchoth devint la tribu la plus importante. En 2510 T. Â., ils envahirent le Gondor à nouveau et conquirent une bonne partie de Calenardhon, jusqu'à ce qu'ils fussent battus par les Éothéod, venus au secours du Gondor.
Jusqu'à la guerre de l'Anneau, les Orientaux ne lancèrent plus d'invasion. Dans la guerre, ils comptèrent parmi les guerriers les plus féroces déployés par Sauron lors de la bataille des Champs du Pelennor.

### Woses ou Drúedain
Un autre groupe d'Hommes est les Woses, les Hommes Sauvages des Bois. Ils sont petits et courbés comparés aux autres Hommes. Ils vivaient parmi le Peuple de Haleth au cours du Premier Âge et les Elfes les prirent pour des Edain, les appelant Drúedain (de Drûg, un nom halethien pour eux, plus Edain).
À la fin du Troisième Âge, beaucoup de Woses vivaient dans la forêt de Drúadan en Rohan, peu nombreux mais expérimentés dans la vie en forêt. Ils tinrent à distance les Orques, qui traversaient leur forêt, par des flèches empoisonnées. À cause d'un grave malentendu, ils furent chassés comme des bêtes par les Rohirrim.   
Dans la guerre de l'Anneau, ils furent vitaux pour garantir l'aide des Rohirrim dans la bataille des Champs de Pelennor : ils guidèrent leurs hôtes dans les forêts afin qu'ils ne soient pas vus et qu'ils puissent ainsi surprendre leurs ennemis. Par gratitude, Théoden promis qu'on cesserait de les chasser.
Après la chute de Sauron, le roi Elessar garantit aux Drúedain la propriété de la forêt « pour toujours » dans le Quatrième Âge.

### Hobbits
Les Hobbits étaient une ramification des Hommes plutôt qu'une race séparée. L'origine des Hobbits est obscure ; ils apparaissent pour la première fois dans les mémoires des autres Hommes lors du Troisième Âge. Ils étaient caractérisés par leur petite taille et leurs pieds poilus mais surtout par leur esprit festif.

## Hommes importants

### Premier Âge
- Beren Erchamion, fils de Barahir
- Túrin Turambar, fils de Húrin
- Tuor, fils de Huor

### Deuxième Âge
- Isildur et Anárion, fils d'Elendil.
- Ar-Pharazôn le Doré

### Troisième Âge
Pour les Hobbits notables voir Hobbit
- Aragorn fils d'Arathorn II
- Denethor et ses fils Boromir et Faramir
- Théoden, son neveu Éomer, et sa nièce Éowyn
- Ghân-buri-Ghân, chef des Woses
- Gríma Langue-de-Serpent, conseiller d'Edoras
- la Bouche de Sauron, Lieutenant de Barad-dûr